# Siège Rai de Pérouse
 (décembre 2019).
Si vous disposez d'ouvrages ou d'articles de référence ou si vous connaissez des sites web de qualité traitant du thème abordé ici, merci de compléter l'article en donnant les références utiles à sa vérifiabilité et en les liant à la section « Notes et références ».
Le siège Rai de Pérouse (en italien Sede Rai di Perugia) est l'une des 21 directions régionales du réseau Rai 3, émettant sur la région de l'Ombrie et basée à Pérouse.

## Histoire
Le siège Rai régional de l'Ombrie est créé le 3 octobre 1959. Le siège précédent était situé en rue Baglioni 13, à proximité immédiate de Corso Vannucci, aujourd'hui siège du Giudice di Pace. Le 28 septembre 1981 il a été inauguré la nouveau siège de rue Luigi Masi 2, un palais historique du XIXe siècle né comme un couvent, qui est devenu plus tard la propriété de l'administration provinciale de Pérouse avec l'unification de l'Italie, et a ensuite été utilisé comme siège des Carabiniers jusqu'au début des années 1980.

## Émissions régionales
- TGR Umbria : toute l'actualité régionale diffusée chaque jour de 14h00 à 14h20, 19h30 à 19h55 et 00h10
- TGR Meteo : météo régionale, remplacé par Rai Meteo Regionale le 3 juin 2018
- Buongiorno Regione (en français « Bonjour Région ») : toute l'actualité régionale diffusée chaque jour du lundi au vendredi de 7h30 à 8h00, il n'est pas diffusé en été.